# 机器人9号
《机器人9号》（英語：9）是一部2009年上映的动画科幻片。監製为提姆·波頓，由焦点电影公司（Focus Features）出品，改编自导演的同名短篇电影。电影讲述的是一群小机器人在人类毁灭後的世界中所发生的故事。
伊莱贾·伍德、約翰·雷利（John C. Reilly）、馬丁·蘭多（Martin Landau）與克利斯丁·格拉夫（Crispin Glover）等人參予動畫配音工作。《9：末世決戰》故事根據2005年短篇動畫《9》改編而成。

## 劇情
故事背景是不久後的未來。仗著「偉大機器人B.R.A.I.N.0號 “杜阿特”（Fabrication Machine B.R.A.I.N. #0 "Duat"）」的問世，全世界的機器起而背叛人類，導致社會動盪，並且在人們大舉關閉機器之前撲殺人類。
正當人類被打得落花流水，拯救世界的開端正悄悄展開，一位科學家在末世製造出九個神奇的布娃娃，他們躲過可怕浩劫。命名為9號的布娃娃現世，展現領袖風範。這些娃娃包括
機器人1號（Machine #1）：盛氣凌人、身經百戰的長老，他是娃娃一族長久以來的領導者
機器人2號（Machine #2）：仁慈卻虛弱的發明家
機器人3號（Machine #3）與機器人4號（Machine #4）：他們是雙胞胎資訊者，兄弟與夥伴間以眼睛閃爍作為溝通方式，不使用任何語言
機器人5號（Machine #5）：強壯又無私的機械家
機器人6號（Machine #6）：可以預見未來的乖僻先知
機器人7號（Machine #7）：勇敢又自負的女戰士木蘭
機器人8號（Machine #8）：腦袋不太靈光，但魁梧有力的武士。
機器人9號（Machine #9）：本作主角，他的出現改變了人類即將毀滅的世界。
這些布娃娃們必須拿出最大潛力與勇氣，才能反抗機器，其中包括到處搶劫的可怕機器獸。9號作為救世主將召集所有夥伴，團結一致再創光明未來。

## 配音
「機器人1號 “克哈特”（Machine #1 "Khet"）」：克里斯多夫·柏麥飾，主張躲起來等到怪物停止運作的老人。
「機器人2號 “薩胡”（Machine #2 "Sah"）」：馬丁·蘭道飾，發明家。
「機器人3號 “仁”（Machine #3 "Ren"）」與「機器人4號 “巴”（Machine #4 "Ba"）」：雙胞胎，無配音，以雙眼打燈交談。
「機器人5號 “卡”（Machine #5 "Ka"）」：約翰·C·萊利飾，獨眼工程師。
「機器人6號 “依比”（Machine #6 "Ib"）」：克斯賓·葛洛佛飾，沉默寡言的藝術家。
「機器人7號 “舒特”（Machine #7 "Shut"）」：珍妮佛·康納莉飾，身手矯健的戰士，唯一位女性。
「機器人8號 “賽赫姆”（Machine #8 "Sekhem"）」：佛瑞德·塔塔薛瑞飾，身軀龐大的保鑣。
「機器人9號 “阿赫”（Machine #9 "Akh"）」：伊莱贾·伍德飾，本作主角。

## 評價
爛番茄57%好評度。